# L'amour à mort
L'Amour à mort è un film del 1984 diretto da Alain Resnais.
È stato presentato in concorso alla 41ª Mostra internazionale d'arte cinematografica di Venezia ed è stato candidato a cinque Premi César, compresi miglior film e miglior regista.

## Trama
Uzès, una villa misteriosa e austera. Qui si incontrano quattro persone, due coppie, Elisabeth e Simon, Judith e Jérome. I quattro vivono una stagione di amore e di morte. Judith e Jérome sono due pastori protestanti. Il loro accordo è perfetto, ma hanno alcune profonde divergenze nel modo di concepire la religione e la fede. Lui soprattutto ha una religiosità fredda e rigida, rappresenta il dogma, l'impotenza a convincere e i limiti del sapere. Elisabeth e Simon vivono un amore totale, drammaticamente romantico. Da qualche mese una minaccia grava sulla loro felicità e li trascina verso una separazione irrimediabile. Elisabeth è luminosa e raggiante, felice e viva per l'amore corrisposto, giunge a dichiarare: "la mia sola religione è Simon". Simon invece è tormentato da un ricordo inquietante. Mentre il suo mondo interiore, il suo anelito al sapere e al credere è concretizzato dall'amicizia con Judith e Jérome, intreccia il suo amore con Elisabeth in uno strano ménage à trois in cui il terzo è la morte.

## Commento
Attraverso la storia di due coppie, Resnais torna a riflettere sul legami misteriosi tra amore e morte, piacere e dolore, passione e solitudine. Il film pone esplicitamente alcuni interrogativi: l'amore assoluto è destinato a durare, o è solamente un'esperienza breve, violenta e destinata a concludersi con la morte? È un amore disinteressato (Agape) o possessivo e totalizzante (Eros)? Il suicidio è un atto di codardia o di coraggio? La Chiesa sbaglia nel condannare questo gesto? Gesù stesso non è andato volontariamente incontro al supplizio?
La forma del film, come spesso accade con Resnais, è a un tempo semplice e originale. Le inquadrature sono brevi, il montaggio è netto e rigoroso, le scene sono separate da 52 inquadrature nere o grigie, a volte attraversate da fiocchi di neve.